# Soulèvements de ghettos durant la Seconde Guerre mondiale
Les soulèvements de ghettos durant la Seconde Guerre mondiale sont des actions ouvertes de résistance aux nazis, organisées par les habitants de ghettos, parfois avec l'aide de partisans, dans des régions d'Europe et d'URSS occupées.
Dans certains ghettos, il existait des organisations clandestines. Par exemple, dans le ghetto de Minsk, un des plus importants en URSS occupée, Mikhaïl Guebelev dirigea une telle organisation dans le ghetto lui-même et les contacts avec les partisans à l'extérieur. Ces organisations tentaient de rassembler des armes blanches et des armes à feu. D'habitude, les soulèvements coïncidaient avec des séries d'actions d'exterminations ou de déportations vers des camps d'extermination nazis. Parmi ces soulèvements, celui du ghetto de Varsovie est le plus long et le plus meurtrier. Il se prolonge un mois entier. Les Allemands doivent faire intervenir des tanks, de l'artillerie et l'aviation contre les insurgés.
En tout, il y eut plusieurs dizaines de soulèvements de ce type. Le chiffre de cent est parfois avancé. Rien que sur les territoires de l'URSS occupée entre 1942 et 1943, une vingtaine de soulèvements se produisent.

## Liste
| Date                      | Lieu                                                  | Dirigeant                         |
| ------------------------- | ----------------------------------------------------- | --------------------------------- |
| 29 juin — 15 juillet 1942 | Ghetto de Slonim (Biélorussie),                       |                                   |
| 21 juillet 1942           | Ghetto de Kletsk (Biélorussie)                        | Moshe Fish                        |
| 24 juillet 1942           | Ghetto de Kapyl (Biélorussie)                         |                                   |
| 22 juillet 1942           | Ghetto de Niasvij (Biélorussie)                       | Cholom Kholiavskiy                |
| 1er août 1942             | Ghetto de Będzin (Pologne)                            |                                   |
| 8 août 1942               | Ghetto de Dziatlava (Biélorussie)                     | Samuel Kustin puis Dvoretskiï     |
| 9 août 1942               | Ghetto de Mir (Biélorussie)                           | Osvald Roufaïzen                  |
| 10 août 1942              | Ghetto de Kremenets (Ukraine)                         |                                   |
| 3 septembre 1942          | Ghetto de Lakhva (Biélorussie)                        | Rochtchine Tsikhak, Lopatine Berl |
| 9 septembre 1942          | Ghetto de Kamianets (Biélorussie)                     |                                   |
| 12 septembre 1942         | Ghetto de Baranavitchy (Biélorussie)                  | Abraham Iakovlevitch Abramski     |
| 12 au 14 octobre 1942     | Ghetto de Mizocz (Pologne)                            |                                   |
| 12 décembre 1942          | Ghetto de Loutsk (Ukraine)                            |                                   |
| 19 avril au 16 mai 1943   | Ghetto de Varsovie (Pologne)                          | Mordechaj Anielewicz              |
| Juin 1943                 | Ghetto de Częstochowa (Pologne)                       | М. Zilberberg                     |
| 16-21 août 1943           | Ghetto de Białystok (Pologne)                         | Mordechaj Tenenbaum               |
| Août 1943                 | Ghetto de Sosnowiec (Pologne)                         |                                   |
| 29 août 1943              | Ghetto de Hlybokaïe (oblast de Vitebsk) (Biélorussie) | B Tsimmer et M Lieberman          |
| 1er septembre 1943        | Ghetto de Tarnów (Pologne)                            |                                   |

## Pour approfondir

### Sources et bibliographie
- (ru) К. И. Козак, Еврейское сопротивление нацизму на территории Беларуси в годы Великой Отечественной войны 1941-1944 гг, Мн.,‎ 2011, 192 p. (ISBN 978-985-6991-38-0), p. 47-50 (K.I. Kozak, La résistance au nazisme sur le territoire de la Biélorussie de 1941 à 1944)